# Mukai Kyorai
Mukai Kyorai 向井 去来; ou Mukai Kanetoki, 1651 à Nagasaki - 8 octobre 1704 à Kyoto) est un poète japonais de haiku.
Kyorai suit une formation de samouraï avant de se tourner vers la poésie à l'âge de 23 ans. En 1684, Takarai Kikaku lui fait connaître Matsuo Bashō dont il devient un des élèves les plus proches. 
À partir de 1688, il vit aux abords de Kyoto dans un refuge pour poète appelé Rakushisha. Son maître lui rend souvent visite et écrit son Saga nikki en 1691. Kyorai contribue à la publication de deux recueils de haïku de Bashō et de ses disciples (Arano, 1689, et Sarumino, 1691). Après la mort de Bashō, Mukai travaille comme interprète de l’œuvre du maître et comme professeur de haiku. Il publie également plusieurs recueils de poèmes et plusieurs essais dans lesquels il explique les principes de sa poésie (Kyorai shō; Tabine ron). Son Kyoraishō, est une riche source relative aux idées de Bashō et d'anecdotes sur son maître
En 1691, il est avec Nozawa Bonchō, l'un des compilateurs de l'anthologie Sarumino (littéralement « Le Manteau de pluie du Singe »). 

## Source de la traduction
- (de) Cet article est partiellement ou en totalité issu de l’article de Wikipédia en allemand intitulé « Mukai Kyorai » (voir la liste des auteurs).